# Radiano

Medida angular em radianos

O radiano (símbolo: rad ou, mais raramente, c) é a razão entre o comprimento de um arco e o seu raio. Ele é a unidade padrão de medida angular utilizada em muitas áreas da matemática. É uma das unidades derivadas do Sistema Internacional. Em algumas situações, o radiano é considerado um número adimensional e a escrita do seu símbolo é pouco utilizada.

## Definição
Radiano (1 rad) é o ângulo definido em um círculo por um arco de circunferência com o mesmo comprimento que o raio do referido círculo.
1 rad = m·m−1 = 1.

## Explicação

Um arco de circunferência cujo comprimento é igual ao raio r (em vermelho) corresponde a um ângulo de 1 radiano (em verde). A metade da circunferência corresponde a π radianos e uma circunferência completa a 2π.

O radiano é útil para distinguir entre quantidades de diferentes naturezas, mas com a mesma dimensão. Por exemplo, velocidade angular pode ser medida em radianos por segundo (rad/s). Fixando a palavra radiano enfatiza-se o fato de a velocidade angular ser igual a 2π vezes a frequência rotacional.
Na prática, o símbolo rad é usado quando tal for apropriado, mas a unidade derivada "1" é geralmente omitida quando combinada com um valor numérico.
Ângulos medidos em radianos são frequentemente apresentados sem qualquer unidade explícita. Quando, porém, uma unidade é apresentada, tanto o símbolo rad quanto o símbolo c (de "circular") costumam ser utilizados. É preciso ter cuidado com este último, em virtude da confusão que pode existir com o símbolo de grau ordinário °.
Existem 2π (aproximadamente 6,28318531) radianos num círculo completo, portanto:
{\displaystyle 2\pi {\mbox{ rad}}=360^{\circ }}
{\displaystyle 1{\mbox{ rad}}={\frac {360^{\circ }}{2\pi }}={\frac {180^{\circ }}{\pi }}\approx 57,\!29577951^{\circ }}
ou:
{\displaystyle 360^{\circ }=2\pi {\mbox{ rad}}}
{\displaystyle 1^{\circ }={\frac {2\pi }{360}}{\mbox{ rad}}={\frac {\pi }{180}}{\mbox{ rad}}\approx 0,\!01745329{\mbox{ rad}}}
Mais genericamente, podemos dizer:
{\displaystyle x{\mbox{ rad}}=x{\frac {180^{\circ }}{\pi }}}
Se, por exemplo, {\displaystyle -1,\!570796} em radianos foi dado, o ângulo ordinário correspondente seria:
{\displaystyle -1,\!570796{\mbox{ rad}}=-1,\!570796\cdot {\frac {180^{\circ }}{\pi }}=-90^{\circ }}
Em cálculos, ângulos devem ser representados em radianos nas funções trigonométicas, dado que simplifica e torna as coisas mais naturais. Por exemplo, o uso de radianos leva à identidade com:
{\displaystyle \lim _{h\rightarrow 0}{\frac {\mathrm {sen} \,h}{h}}=1}
que é a base de muitas outras elegantes identidades em matemática, incluindo:
{\displaystyle {\frac {d}{dx}}\mathrm {sen} \,x=\cos x}

## Conversões

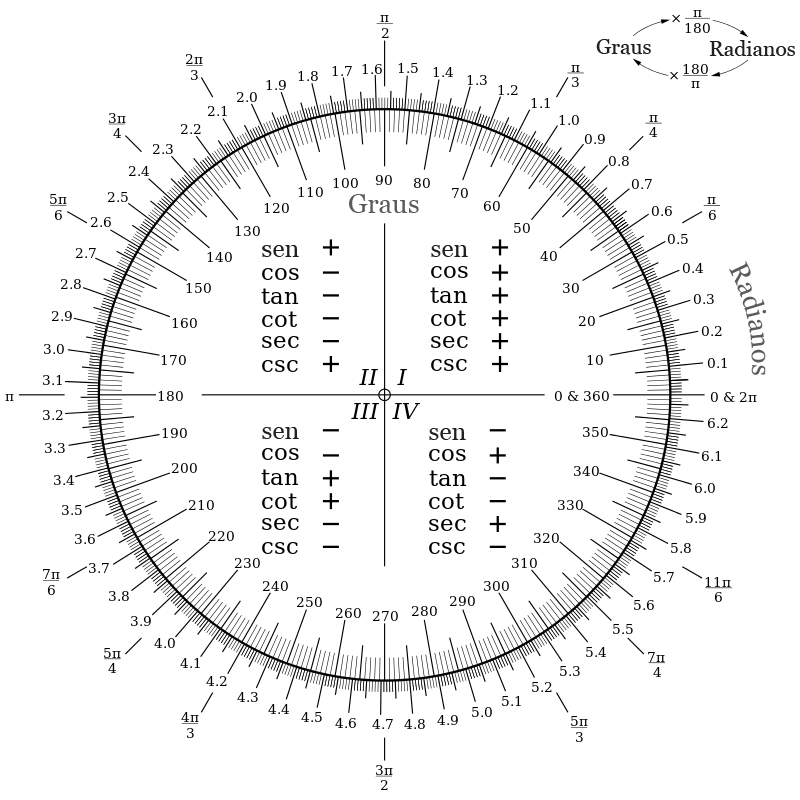
Um gráfico para converter entre graus e radianos

| Voltas | Radianos | Graus    | Grados   |
| ------ | -------- | -------- | -------- |
| 0      | 0        | 0°       | 0g       |
| ⁠1/24⁠   | ⁠π/12⁠     | 15°      | ⁠16+2/3⁠g  |
| ⁠1/12⁠   | ⁠π/6⁠      | 30°      | ⁠33+1/3⁠g  |
| ⁠1/10⁠   | ⁠π/5⁠      | 36°      | 40g      |
| ⁠1/8⁠    | ⁠π/4⁠      | 45°      | 50g      |
| ⁠1/2π⁠   | 1        | c. 57.3° | c. 63.7g |
| ⁠1/6⁠    | ⁠π/3⁠      | 60°      | ⁠66+2/3⁠g  |
| ⁠1/5⁠    | ⁠2π/5⁠     | 72°      | 80g      |
| ⁠1/4⁠    | ⁠π/2⁠      | 90°      | 100g     |
| ⁠1/3⁠    | ⁠2π/3⁠     | 120°     | ⁠133+1/3⁠g |
| ⁠2/5⁠    | ⁠4π/5⁠     | 144°     | 160g     |
| ⁠1/2⁠    | π        | 180°     | 200g     |
| ⁠3/4⁠    | ⁠3π/2⁠     | 270°     | 300g     |
| 1      | 2π       | 360°     | 400g     |